# Dôme Pali
Le dôme Pali, en anglais Pali Dome, est un dôme de lave du Canada situé en Colombie-Britannique.

## Géographie
Le dôme Pali est situé dans le Sud-Ouest du Canada et de la province de Colombie-Britannique. Il constitue une bouche éruptive latérale du mont Cayley, au nord du sommet du volcan, partiellement recouvert par le champ de glace Powder Mountain. Il a émis des coulées de lave andésitiques caractérisées par une teneur élevée en plagioclase, hypersthène, pyrite et hornblende. Les zones du début de ces coulées de lave présentent une structure columnaire verticale supportée par des brèches de scories oxydées, ce qui indique une probable émission de lave aérienne. Les zones plus éloignées de ces coulées à l'aspect plus vitreux présentent des orgues volcaniques de plus petit diamètre, à orientation parfois horizontale ou radiale, tandis que les fronts des coulées sont caractérisés par des falaises sub-verticales de parfois plus de 200 mètres de hauteur, signe caractéristique des coulées de lave butant contre des glaciers lors de leur progression.